# 法弗舍姆和中肯特 (英國國會選區)

選區在肯特郡的位置

法弗舍姆和中肯特（英語：Faversham and Mid Kent），英國國會一郡選區，位於肯特郡中北部，包括梅德斯通區東北部和斯韋爾東南部六個地方選區。
本區自1997年創設以來一直保守黨。2010年大選中自2001年起任議員的休·羅伯森以56.2%選票成功連任。